# 供品山

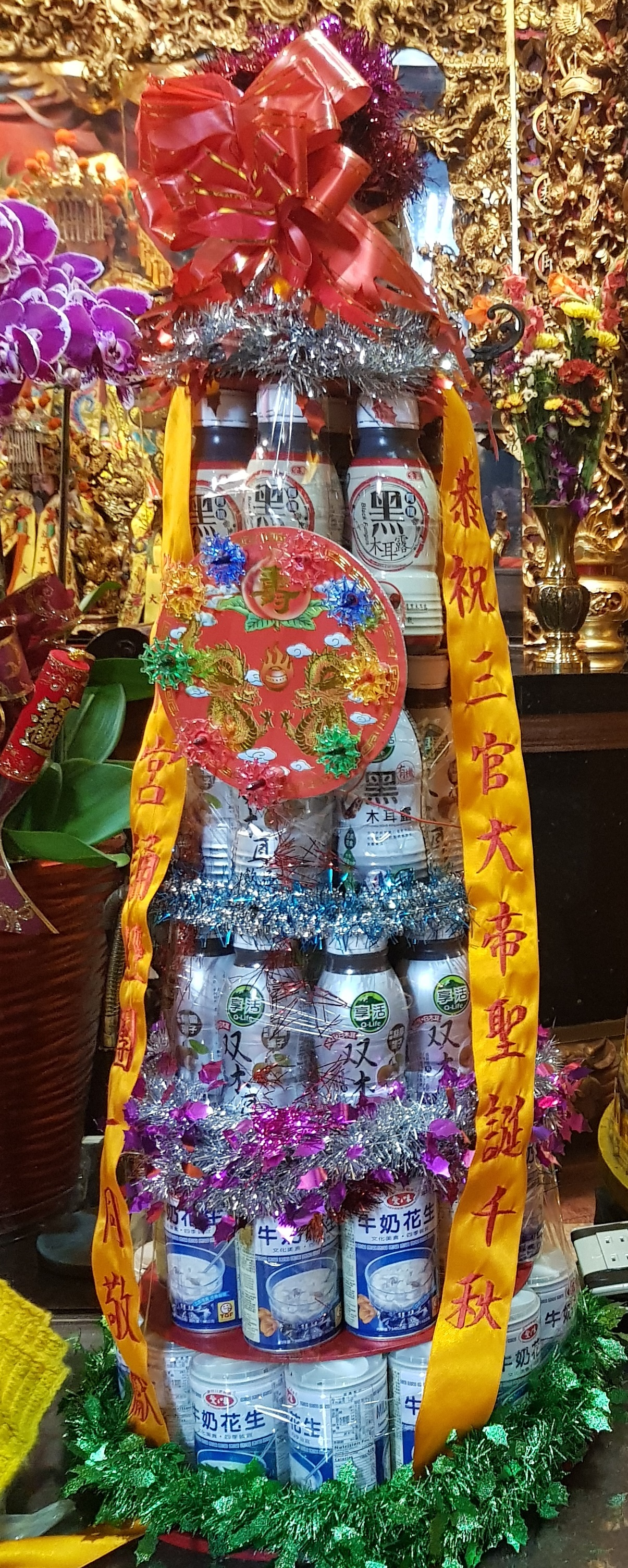
廟宇中用以慶賀神明誕辰的罐頭塔。

供品山，又稱祭品山、供品塔、祭品塔，是堆疊成錐體塔狀的供品，在閩南民系的傳統祭祀儀式中流行。

## 名稱
按照供品類型又有不同名稱，以易開罐飲料或罐頭堆疊成的稱為罐頭塔，以幽包堆疊成的稱為包山，以糕餅堆疊而成的稱為又稱糕仔桶或糕仔盒，還有水果山、甜飯山、白飯山、空心菜山、魷魚山等，常用於喪葬與一些特殊宗教儀式如中元法會等，現在也時常拿來供奉神佛。

## 由來
把供品堆疊成山是閩粵沿海流行的習俗，祭祀者在竹架上放上鹽、米、魷魚乾、糕餅類的食物，奠祭喪禮中的死者或中元節、盂蘭盆節普渡儀式中的亡魂，也可以讓祭祀者食用。台灣稱為糕仔盒，香港按照供品類型稱為××山。

## 各地情況

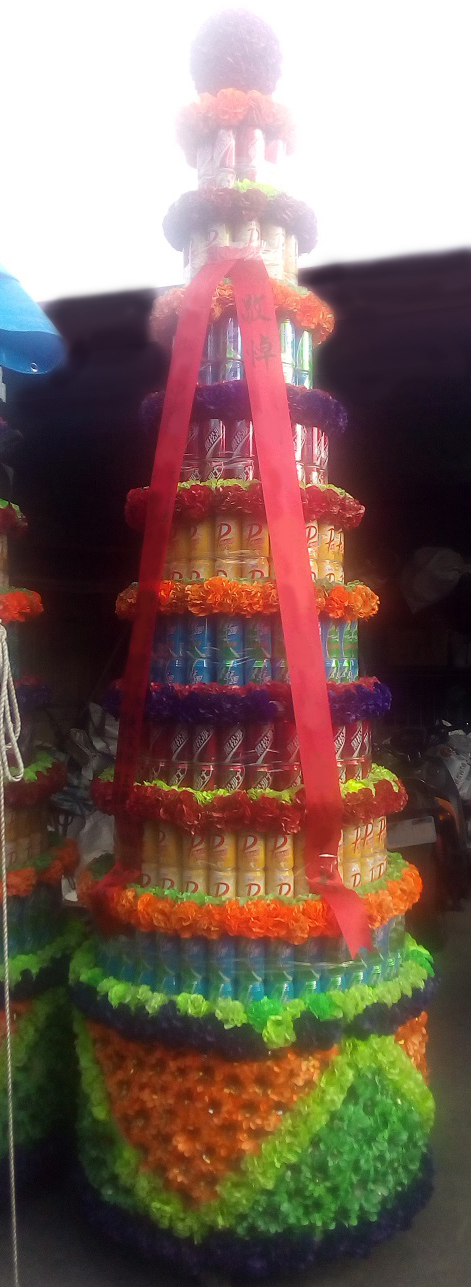
以多個罐頭砌成的罐頭塔，在臺灣的道教葬禮上十分常見。

### 臺灣
臺灣日治時期出現罐頭塔。
是因臺灣生產鳳梨罐頭致富的「鳳梨大王」葉金塗逝世，其喪禮在臺北市重慶北路上用了許多鳳梨罐頭堆成塔狀以弔祭，從此流行於臺灣。

### 香港

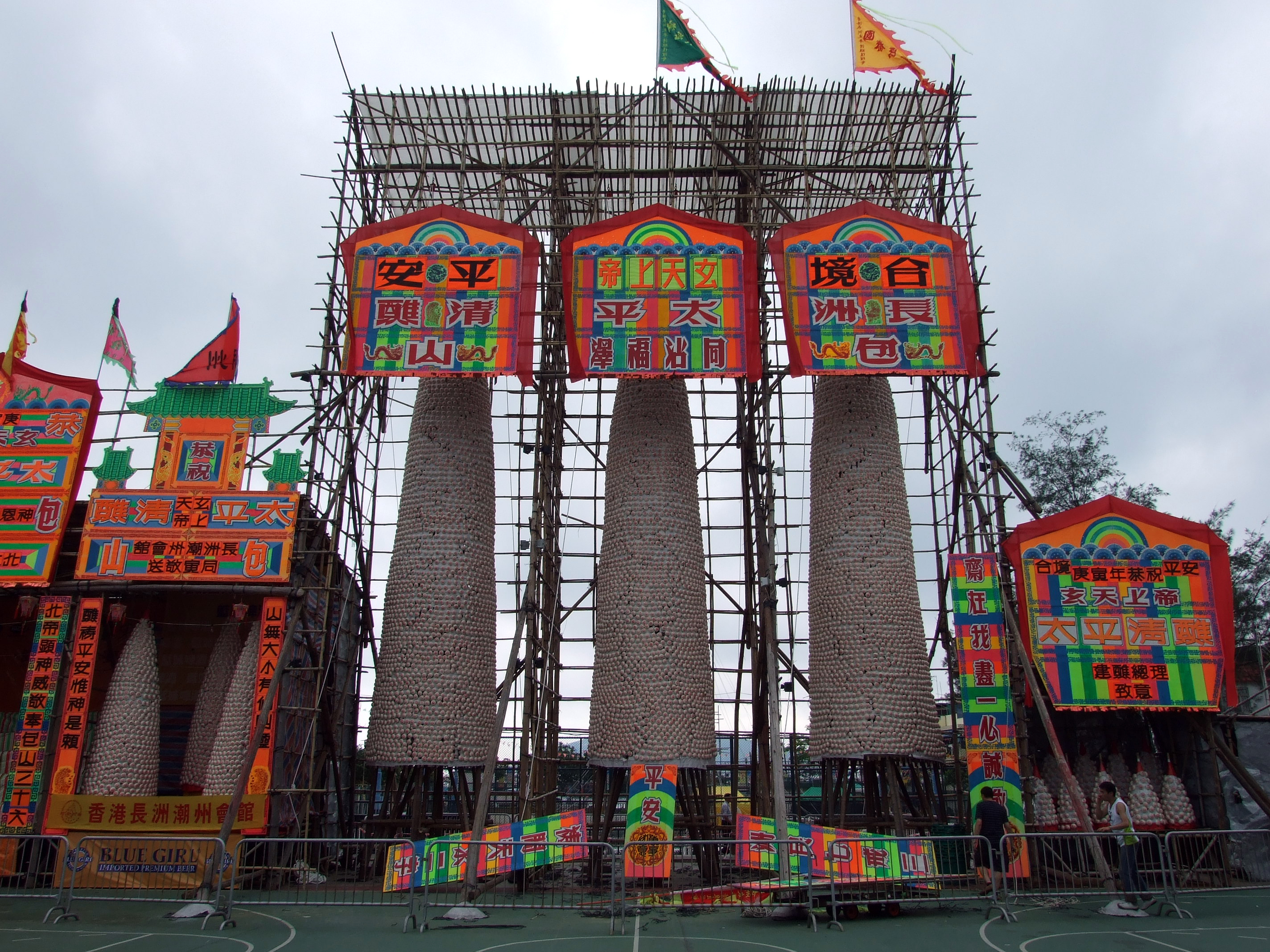
長洲太平清醮會場中有多個不同大小的包山。

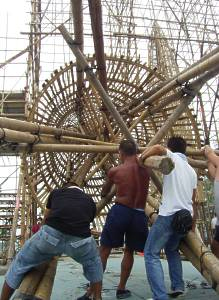
以竹子架設的包山。

在香港，由潮汕人主辦的香港潮人盂蘭勝會、海陸豐民系舉辦的祭祀儀式如中元法會、太平清醮等，經常見到祭品山的蹤影。潮汕民系的祭品山較為小型，可放於供桌上。海陸豐民系則會架設高大的祭品山，以長洲太平清醮的三座巨型包山最為知名。

### 潮汕地區
潮汕地區農曆七月盂蘭盆會中會架設孤棚，作為供品的水果、甜飯、白饭、包子、空心菜等都會堆疊成山。一些紙紮供品也會堆疊成山。

### 新加坡、馬來西亞

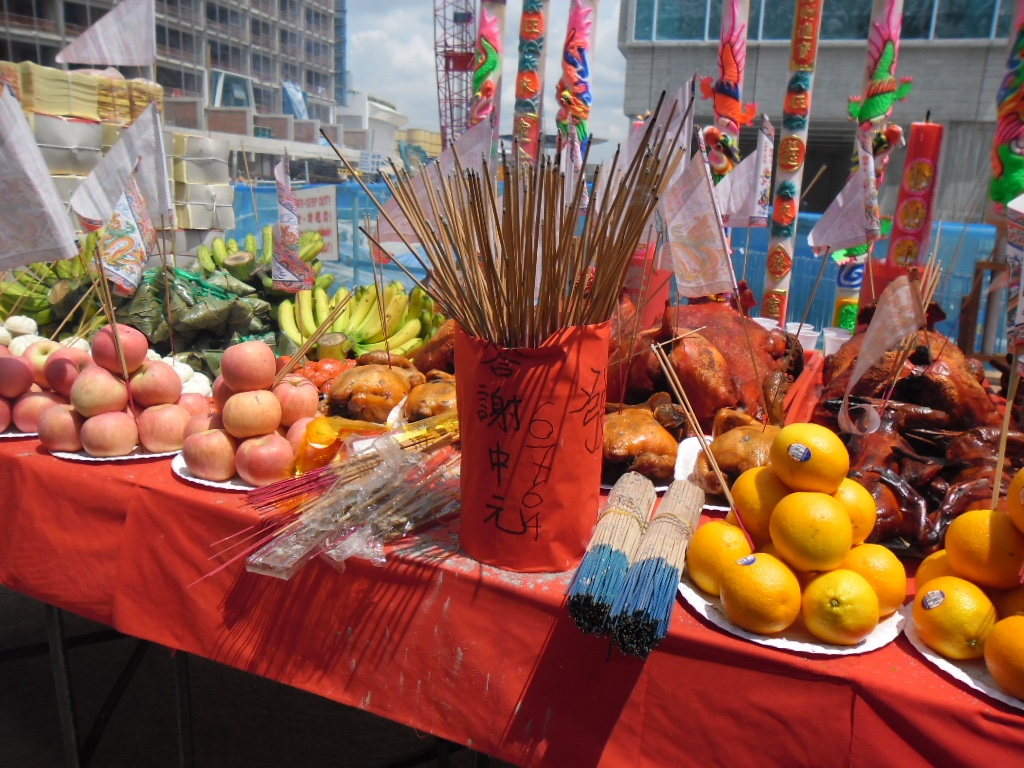
新加坡中元普渡供桌上的水果山。

新加坡、馬來西亞華人以閩南民系為主，於中元普渡也會把供品堆疊成山，但較為小型。

## 供品山與搶孤
在中元法會、醮會等儀式結束後，供品山上的供品是搶孤的對象。

## 外部連結
- 為何喪禮都要送「罐頭塔」？ 揭密背後真實含意 （页面存档备份，存于）
- 【冷知識週刊】第三十八號：為何喪禮上要放罐頭塔？[]
- 怒砸五萬！堆世界最高的罐頭塔乞求好運！竟出現意料外的中獎人！【流言終結】【烏鴉】 （页面存档备份，存于）